# The Paradine Case
The Paradine Case (El caso Paradine, El proceso Paradine o Agonía de amor) es una película de cine negro estadounidense de 1947 dirigida por Alfred Hitchcock, rodada en Gran Bretaña y producida por David O. Selznick. El guion fue escrito por Selznick y Ben Hecht (que no aparece en los créditos), de una adaptación de Alma Reville y James Bridie de la novela de Robert Smythe Hichens. La película contó con la actuación de Gregory Peck, Ann Todd, Alida Valli y Charles Laughton. Trata de un abogado inglés que se enamora de una mujer acusada de asesinato y de cómo afecta eso a su relación marital.

## Sinopsis
La bella Maddalena Anna Paradine (Alida Valli) es acusada de haber envenenado a su marido ciego. De su defensa se encarga el abogado Anthony Keane (Gregory Peck), que, aunque está felizmente casado con su mujer (Ann Todd), se enamora profundamente de su cliente y se deja convencer de su inocencia.

## Trama
En Londres, Maddalena Anna Paradine (Alida Valli) es una joven italiana muy bella y enigmática que está acusada de envenenar a su marido mayor y ciego, un rico coronel retirado. No está claro si se trata de una esposa agradecida y devota que ha sido acusada falsamente o de una femme fatale calculadora y despiadada.
El abogado (solicitor en el sistema inglés) de la señora Paradine, Sir Simon Flaquer (Charles Coburn), contrata a Anthony Keane (Gregory Peck), un abogado (barrister en el sistema inglés) brillante y exitoso, para defenderla ante el tribunal. Aunque Keane ha estado felizmente casado durante once años, muy pronto se enamora profundamente de su cliente. La esposa de Keane, Gay (Ann Todd), ve su obsesión y, aunque Keane se ofrece a abandonar el caso, ella lo presiona para que continúe. Gay sabe que un veredicto de "culpabilidad", seguido del ahorcamiento de la señora Paradine, significará que perderá emocionalmente a su marido para siempre. La única manera de recuperar el amor y la devoción de su marido es que él consiga un veredicto de "inocencia" para la señora Paradine. 
Mientras tanto, el propio Keane comienza a centrar sus esfuerzos legales en el misterioso sirviente del coronel Paradine, André Latour (Louis Jourdan). Keane ve a Latour como un chivo expiatorio al que puede culpar del crimen de asesinato, pero esta estrategia resulta contraproducente. Después de que Keane presiona a Latour en la corte, lo que provoca un arrebato de ira, llega la noticia de que Latour se ha suicidado. La señora Paradine está fríamente furiosa porque Keane ha destruido a Latour, quien era su amante. En el estrado de los testigos, le dice a Keane que lo odia y que él ha asesinado a la única persona que amaba. Llega incluso a decir que envenenó a su marido para estar con Latour.
Keane está abrumado. Intentando resumir, improvisa un discurso breve y entrecortado, admitiendo lo mal que ha llevado el caso, pero no puede seguir hablando y tiene que abandonar el tribunal. Pasa la noche en la oficina de Sir Simon, sintiendo que su carrera está en ruinas. Al encontrarlo allí, su esposa le ofrece reconciliación y esperanza para el futuro.

## Reparto
- Gregory Peck: Anthony Keane, abogado de la defensa.
- Ann Todd: Gay Keane, la esposa del abogado.
- Alida Valli: la señora Maddalena Anna Paradine.
- Charles Laughton: el juez Thomas Horfield.
- Charles Coburn: Sir Simon Flaquer, procurador de la defensa.
- Joan Tetzel: Judy Flaquer, hija de Simon Flaquer.
- Ethel Barrymore: la señora Sophie Horfield, esposa del juez.
- Louis Jourdan: André Latour, ayudante de Paradine.
- Leo G. Carroll: Sir Joseph, abogado de la acusación.
- Isobel Elsom: la posadera.
- John Williams: Barrister Collins.

## Premios y candidaturas
Por su representación del personaje de la señora esposa del juez, Ethel Barrymore fue candidata al Oscar en 1947 a la Mejor Actriz de Reparto, pero lo ganó Celeste Holm por su trabajo en Gentleman's Agreement.